# Past and Present - Live in Concert
Past and Present - Live in Concert è un album dal vivo del gruppo musicale heavy metal canadese Anvil, pubblicato nel 1989 dalla Metal Blade Records.

## Tracce
1. Concrete Jungle – 5:25
2. Toe Jam – 3:19
3. Motormount – 4:13
4. Forged in Fire – 5:30
5. Blood on the Ice – 5:58
6. March of the Crabs / Jackhammer – 11:59
7. Metal on Metal / Winged Assassins – 10:19
8. 666 / Mothra – 16:03

## Formazione
- Steve "Lips" Kudlow – voce, chitarra
- Dave Allison – chitarra
- Ian Dickson – basso, cori
- Robb Reiner – batteria